# Luis Arce Borja
Luis Arce Borja, alias "Camarada Ramiro", fue un periodista peruano y miembro de la organización terrorista Sendero Luminoso. Fue director de El Diario, órgano de prensa de Sendero Luminoso, y quien entrevistó a Abimael Guzmán en la denominada "Entrevista del siglo" en 1988. Cubrió la captura de Osmán Morote, pero fue cuestionado por sus compañeros, y Abimael Guzmán, por declarar que Morote era un dirigente de la organización subversiva. Fue capturado varias veces en 1988, siendo liberado después. Tras esto, fue a vivir a Europa.
En marzo de 1989, en Alemania, Arce Borja, junto a diversos representantes de organizaciones europeas que apoyaban las acciones terroristas de Abimael Guzmán, acordó un plan de trabajo para difundir las ideas de Guzmán mediante la reproducción de la documentación de la organización subversiva, el impulso de "escuelas populares", movilizaciones y propaganda. Residiendo en Bélgica donde dirigía El Diario Internacional, Arce Borja le envió una carta a Mónica Feria solicitándole que redactara artículos desde Lima a cambio de una suma de dinero. Tras el desmantelamiento de El Diario con la Operación Moyano, el flujo de información hacia Arce Borja en Bélgica fue cortado. Posteriormente retomaría El Diario Internacional, del que dispondría una versión electrónica. Falleció el 15 de octubre del 2018.